# Pierre Duncan
Pierre Joseph Quentin dit Pierre Duncan, né le 1er juillet 1910 à Lisieux et mort le 26 mai 2003 à Rosny-sous-Bois, est un acteur français.

## Théâtre
- 1949 : Sébastien de Henri Troyat, mise en scène Alfred Pasquali, Théâtre des Bouffes Parisiens
- 1953 : Sur la terre comme au ciel de Fritz Hochwälder, mise en scène Jean Mercure, Théâtre des Célestins
- 1954 : Docteur Jekyll et mister Hyde de Frédéric Dard, mise en scène Robert Hossein, Théâtre du Grand-Guignol
- 1955 : Nekrassov de Jean-Paul Sartre, mise en scène Jean Meyer, Théâtre Antoine
- 1956 : Les Sorcières de Salem de Arthur Miller, mise en scène Raymond Rouleau, Théâtre des Célestins
- 1956 : Le Prince endormi de Terence Rattigan, mise en scène Georges Vitaly, Théâtre de la Madeleine
- 1960 : Un garçon d'honneur d'Antoine Blondin et Paul Guimard d'après Le Crime de Lord Arthur Saville d'Oscar Wilde, mise en scène Claude Barma, Théâtre Marigny
- 1961 : Louisiane de Marcel Aymé, mise en scène André Villiers, Théâtre de la Renaissance
- 1962 : Johnnie Cœur de Romain Gary, mise en scène François Périer, Théâtre de la Michodière
- 1964 : 2+2=2 de Staf Knop, mise scène Georges Vitaly, Théâtre La Bruyère
- 1972 : En avant... toute ! de Michel André, mise en scène Michel Roux, Théâtre Edouard VII

## Filmographie

### Cinéma
- 1945 : Boule de Suif de Christian-Jaque : un franc-tireur
- 1946 : Christine se marie / Ça devait arriver de René Le Hénaff
- 1946 : Master Love de Robert Péguy
- 1946 : Le Village de la colère de Raoul André - Un frère Archangias -
- 1946 : Le silence est d'or de René Clair - Le vizir -
- 1947 : Voyage Surprise de Pierre Prévert
- 1947 : Le Cavalier de Croix-Mort / Une aventure de Vidocq de Lucien Ganier-Raymond
- 1948 : Pattes blanches de Jean Grémillon
- 1948 : Marlène de Pierre de Hérain
- 1948 : L'Armoire volante de Carlo Rim
- 1949 : La Ronde des heures de Alexandre Ryder
- 1949 : Ronde de nuit de François Campaux
- 1949 : Histoires extraordinaires de Jean Faurez
- 1950 : L'Homme qui revient de loin de Jean Castanier
- 1951 : Caroline chérie de Richard Pottier - Le voisin de la nourrice -
- 1951 : Une histoire d'amour de Guy Lefranc - Un forain -
- 1951 : Le Costaud des Batignolles de Guy Lacourt - Le boucher à la foire -
- 1951 : Knock de Guy Lefranc - Le livreur -
- 1952 : Nous sommes tous des assassins de André Cayatte
- 1952 : La Tournée des grands ducs de André Pellenc et Norbert Carbonnaux - Max, un responsable des cars d'étrangers -
- 1952 : La neige était sale de Luis Saslavsky
- 1952 : Femmes de Paris de Jean Boyer - Un policier -
- 1952 : L'amour n'est pas un péché de Claude Cariven - Un déménageur -
- 1953 : Le Bon Dieu sans confession de Claude Autant-Lara
- 1954 : Escalier de service de Carlo Rim - Un déménageur
- 1955 : French-Cancan de Jean Renoir
- 1955 : Impasse des vertus de Pierre Méré
- 1955 : Rencontre à Paris de Georges Lampin
- 1955 : Chantage de Guy Lefranc
- 1955 : Bonjour sourire de Claude Sautet - Un policier -
- 1955 : La Bande à papa de Guy Lefranc - Jo, un complice du grand "J"
- 1955 : Nana de Christian-Jaque
- 1956 : La vie est belle de Roger Pierre et Jean-Marc Thibault
- 1956 : Chiens perdus sans collier de Jean Delannoy
- 1956 : L'Homme à l'imperméable de Julien Duvivier - Le garde -
- 1956 : Comme un cheveu sur la soupe de Maurice Regamey - Le braqueur en voiture -
- 1956 : Les Aventures d'Arsène Lupin de Jacques Becker - Le maharadjah -
- 1957 : Le Colonel est de la revue de Maurice Labro - Ernest -
- 1957 : Les Suspects de Jean Dréville - "Armoire à glace" -
- 1957 : L'Étrange Monsieur Steve de Raymond Bailly
- 1957 : L'Ami de la famille de Jack Pinoteau
- 1958 : Maigret tend un piège de Jean Delannoy - Un agent -
- 1958 : La Moucharde de Guy Lefranc
- 1959 : Signé Arsène Lupin d'Yves Robert
- 1959 : Quai du point du jour de Jean Faurez
- 1959 : Le Gendarme de Champignol de Jean Bastia - Le camionneur -
- 1959 : Certains l'aiment froide de Jean Bastia - Le gardien de prison -
- 1960 : La Gamberge de Norbert Carbonnaux - Le boucher -
- 1960 : La Famille Fenouillard de Yves Robert
- 1962 : Du mouron pour les petits oiseaux de Marcel Carné - Victor -
- 1962 : L'Abominable Homme des douanes de Marc Allégret - Le boucher -
- 1963 : Une ravissante idiote d'Édouard Molinaro - Peter Walter -
- 1963 : La Porteuse de pain de Maurice Cloche - L'officier de police -
- 1964 : Moi et les hommes de quarante ans de Jack Pinoteau - Le client au jambon -
- 1964 : Les Combinards de Jean-Claude Roy - Le gardien de prison -
- 1965 : Le Caïd de Champignol de Jean Bastia - Le patron du "Trigano" -
- 1966 : Tendre Voyou de Jean Becker - Le capitaine du cargo -
- 1966 : Roger La Honte (Trappola per l'assassino) de Riccardo Freda - Le domestique de Luversan -
- 1966 : Le Jardinier d'Argenteuil de Jean-Paul Le Chanois - Un agent de police
- 1966 : À la belle étoile de Pierre Prévert
- 1970 : Dernier Domicile connu de José Giovanni - Un agent au commissariat -
- 1972 : Elle cause plus... elle flingue de Michel Audiard - Fernand -
- 1974 : Soldat Duroc, ça va être ta fête de Michel Gérard - Jung -
- 1976 : Bibiche de Dominique Maznet - court métrage - Le mari de Bibiche -
- 1978 : Feux de nuit de Bernard Marzolf - court métrage -
- 1978 : Ne pleure pas de Jacques Ertaud
- 1981 : La Gueule du loup de Michel Léviant

### Télévision
- 1958 : En votre âme et conscience :  Le Troisième Accusé ou l'Affaire Gayet de Claude Barma
- 1961 : L'Exécution de Maurice Cazeneuve
- 1961 : Le Théâtre de la jeunesse : Cosette d'après Les Misérables de Victor Hugo, réalisation Alain Boudet
- 1962 : L'inspecteur Leclerc enquête, épisode : Un mort sans portefeuille de Yannick Andreï
- 1962 : Les Cinq Dernières Minutes épisode 26 : La Mort d'un casseur de Guy Lessertisseur
- 1963 : Une affaire de famille (Les Cinq Dernières Minutes no 29), de Jean-Pierre Marchand
- 1963 : Commandant X - épisode : Le Dossier Boite aux lettres de Jean-Paul Carrère
- 1964 : Les Cinq Dernières Minutes : Fenêtre sur jardin de Claude Loursais
- 1964 : Les Cinq Dernières Minutes : 45 tours... et puis s'en vont de Bernard Hecht
- 1964 : Les Cinq Dernières Minutes, épisode Sans fleurs, ni couronnes de Claude Loursais
- 1964 : L'Abonné de la ligne U de Yannick Andreï
- 1964/1965 : Poly et le secret des sept étoiles : Mario Bonetti
- 1965 : Commandant X - épisode : Le Dossier Amazonie de Jean-Paul Carrère
- 1965 : Le Roi Lear de Jean Kerchbron (téléfilm) : …
- 1967 : Au théâtre ce soir : Mon bébé de Maurice Hennequin d'après Baby Mine de Margaret Mayo, mise en scène Jacques-Henri Duval, réalisation Pierre Sabbagh, Théâtre Marigny
- 1967 : Le Golem (du roman de Gustav Meyrink), téléfilm de Jean Kerchbron : Le policier
- 1967 : Vidocq de Marcel Bluwal et Claude Ventura
- 1968 : Cinq jours d'automne de Pierre Badel
- 1968 : Les Cinq Dernières Minutes, épisode Les Enfants du faubourg de Claude Loursais
- 1969 : Jacquou le croquant de Stellio Lorenzi (feuilleton) : le bourreau
- 1969 : En votre âme et conscience, épisode : L'Affaire Deschamps ou la reconstitution de  Jean Bertho
- 1970 : Les Caprices de Marianne d'Alfred de Musset, réalisation Georges Vitaly
- 1971 : François Gaillard ou la vie des autres de Jacques Ertaud, épisode : René
- 1972 : Les Évasions célèbres : Latude ou L'entêtement de vivre de Jean-Pierre Decourt
- 1972 : Au théâtre ce soir : Histoire d'un détective de Sidney Kingsley, mise en scène Jean Meyer, réalisation Pierre Sabbagh, Théâtre Marigny
- 1973 : Joseph Balsamo, feuilleton télévisé d'André Hunebelle
- 1973 : Molière pour rire et pour pleurer de Marcel Camus, (Feuilleton TV)
- 1974 : Puzzle, téléfilm d'André Michel : le docteur
- 1974 : Un curé de choc (26 épisodes de 13 minutes) de Philippe Arnal
- 1974 : Les Cinq Dernières Minutes de Claude Loursais, épisode Les griffes de la colombe : le brigadier
- 1975 : Les Grands Détectives, d'Alexandre Astruc, épisode : La Lettre volée : Saury
- 1975 : Messieurs les jurés : L'Affaire Andouillé de 'Michel Genoux
- 1975 : Au théâtre ce soir : La Nuit du 16 janvier d'Ayn Rand, mise en scène André Villiers, réalisation Pierre Sabbagh, Théâtre Édouard VII
- 1975 : Au théâtre ce soir : Le Sourire de la Joconde d'Aldous Huxley, mise en scène Raymond Gérôme, réalisation Pierre Sabbagh, Théâtre Édouard VII
- 1975 : Les Enquêtes du commissaire Maigret (série télévisée) épisode La Guinguette à deux sous de René Lucot
- 1976 : Les Enquêtes du commissaire Maigret (série télévisée) épisode Maigret a peur de Jean Kerchbron
- 1977 : Un juge, un flic de Denys de La Patellière, première saison (1977), épisode : Le Crocodile empaillé
- 1981 : Au bon beurre de Édouard Molinaro
- 1981 : Sans Famille de Jacques Ertaud : le gardien de la paix